# مرواه
مِرواه (مِروی هم نامیده شده) یک منطقه باستانی است در سودان که در کرانه راست رود نیل قرار گرفته است. مرواه در ۲۰۰ کیلومتری شمال خارطوم قرار دارد. شهر مرواه ۷۰۰ سال پایتخت پادشاهی کوش بود تا این‌که تحت تسلط رومی‌ها قرار گرفت. شهر مرواه از سال ۸۰۰ پیش از میلاد تا ۳۵۰ پس از میلاد مسکونی بود و دلیل ترک این محل توسط ساکنانش هنوز روشن نیست. احتمال می‌رود که مرواه در این دوره به تصرف پادشاهی آکسوم درآمده باشد.
شهرت مرواه به خاطر بیش از ۲۰۰ هرمی است که در غرب شهر وجود دارند. این هرم‌ها در سه گروه دسته‌بندی شده‌اند و بیشتر آن‌ها حدود ۳۰ متر ارتفاع دارند. این هرم‌ها محل خاک‌سپاری پادشاهان بود و همانند اهرام مصر در آن‌ها تن‌های مومیایی‌شده پادشاهان در تابوت‌های چوبین کشف شده‌است.